# Kento Tachibanada
Kento Tachibanada (japanisch 橘田 健人 Tachibanada Kento; * 29. Mai 1998 in Kirishima, Präfektur Kagoshima) ist ein japanischer Fußballspieler.

## Karriere
Kento Tachibanada erlernte das Fußballspielen in der Schulmannschaft der Kamimura Gakuen High School sowie in der Universitätsmannschaft der Toin University of Yokohama. Von Juni 2020 bis Januar 2021 wurde er von der Universität an den Erstligisten Kawasaki Frontale ausgeliehen. Der Verein aus Kawasaki spielte in der ersten Liga, der J1 League. Nach Ende der Ausleihe wurde er 2021 von Kawasaki Frontale fest verpflichtet. Sein Erstligadebüt gab er am 26. Februar 2021 im Heimspiel gegen die Yokohama F. Marinos. Hier wurde er in der 64. Minute für den Brasilianer João Schmidt eingewechselt. 2021 gewann er mit Frontale den Supercup sowie die japanische Meisterschaft. Am 9. Dezember 2023 stand er mit Frontale im Finale des japanischen Pokals. Hier besiegte man Kashiwa Reysol mit 8:7 im Elfmeterschießen. Am 17. Februar 2024 gewann der mit Frontale den Supercup. Das Spiel gegen den Meister Vissel Kōbe wurde mit 1:0 gewonnen.

## Erfolge
Kawasaki Frontale
- Japanischer Meister: 2021
- Japanischer Supercup-Sieger: 2021, 2024
- Japanischer Pokalsieger: 2023